# Жуков, Николай Яковлевич
Николай Яковлевич Жуков  (1926—2006, Омск, Россия) — советский передовик железнодорожного транспорта. Заслуженный работник транспорта СССР. Герой Социалистического Труда (1959).

## Биография
Родился 16 сентября 1926 года в селе Кайсацкое (ныне — Палласовского района Волгоградской области).
С 1943 года служил в рядах Красной Армии. Участник Великой Отечественной войны в составе железнодорожных войск — под бомбами и снарядами прошёл тысячи километров стальных магистралей.
С 1952 года после демобилизации из Вооружённых Сил СССР приехал в город Омск и начал работать в системе железнодорожного транспорта.
С 1952 по 1992 года проработал — составителем поездов и маневровым диспетчером на станции Московка Западно-Сибирской железной дороги. Указом Президиума Верховного Совета СССР за трудовое отличие и высокий профессионализм Н. Я. Жуков был награждён Орденом Трудового Красного Знамени.
1 августа 1959 года Указом Президиума Верховного Совета СССР «за выдающиеся успехи, достигнутые в деле развития железнодорожного транспорта» Николай Яковлевич Жуков был удостоен звания Героя Социалистического Труда с вручением Ордена Ленина и золотой медали «Серп и Молот».
В период своей трудовой деятельности Н. Я. Жуков за отличие в труде был удостоен почётного звания — Заслуженный работник транспорта СССР. Избирался членом ЦК профсоюза работников железнодорожного транспорта.
С 1992 года — на пенсии.
Жил в Омске. Умер 8 июня 2006 года. Похоронен на старой территории Южного кладбища.

## Награды
- Медаль «Серп и Молот» (1.08.1959)
- Орден Ленина (1.08.1959)
- Орден Трудового Красного Знамени

### Звания
- Заслуженный работник транспорта СССР
- Почётный железнодорожник